# 譙登
譙登（？—311年），字慎明，巴西西充國（今四川西充縣）人。西晉時期官員，官至揚烈將軍、梓潼內史，在與成漢對抗的戰事中因得不到支援而戰敗並被俘殺。祖父是蜀漢光祿大夫譙周。

## 生平
譙登年少時就以公正信實，忠義節烈而聞名，獲巴西郡府命為功曹，後獲梁州州府任命為主簿，又轉別駕從事，領陰平太守。當時陰平郡的五官掾向來都由當地大姓人士所專任，而且侵凌當地漢人及羌人，譙登就將當時的五官掾誅殺，整肅了郡內秩序。
永寧元年（301年），流民首領李特因受益州州府所忌而叛變，並屢敗州兵，至次年，時任巴西丞的毛植以郡向李特投降。後來，李雄繼李特及李流成為叛民首領，他所任命的巴西太守馬脫殺害了譙登的父親，譙登於是親身向鎮南將軍劉弘請兵。不過當時正值八王之亂，中原地區混亂一片，譙登在鎮南將軍所駐的襄陽（今湖北襄陽市）等了三年都請不到兵，劉弘也就只得表譙登為揚烈將軍、梓潼內史，讓他自行招募義兵。最終譙登從巴、蜀流民中招得兩千人，至永嘉三年（309年）到達巴郡時更試圖向退守當地的益州刺史羅尚請兵但不果。譙登於是進攻宕渠（今四川渠縣東北），並殺馬脫，吃了他的肝臟以報父仇。譙登隨後再度向羅尚請兵，但羅尚參佐都認為這沒利益而建議拒絕；譙登聞言大感憤怨，不但多次折辱羅尚的參佐，更指責羅尚，不過羅尚終也沒有給兵。此時梓潼郡中有羅羕殺李離以郡歸降，譙登於是進據涪城（今四川綿陽市涪城區），並擊退了親自前來進攻的李雄。
永嘉四年（310年），成漢太傅李驤進攻涪城。時羅尚已死，其子羅宇及參佐向來討厭譙登，都拒絕供給糧食。新任益州刺史皮素得知後感到憤怒，打算治羅宇等罪，但羅宇卻在皮素到巴郡後殺死皮素，而羅宇亦遭建平都尉暴重所殺，時為益州治所的巴郡大亂；皮素原本派出支援譙登的張順、楊顯亦因皮素遇害而撤還。李驤見此，知道譙登沒有援軍了，於是加緊進攻涪城。當時城內大饑，士民都只得抓老鼠吃，很多人餓死，但卻沒人叛離。
永嘉五年（311年），涪城失守，譙登被俘並送往成都（今四川成都）。李雄原本想寬大對待譙登，但見其言辭慷慨，哭泣唏噓，沒有降臣屈節的表現，於是將他殺死。

## 家庭

### 祖父
- 譙周，蜀漢及西晉學者、官員。在蜀官至光祿大夫，晉官至騎都尉

### 父輩
- 譙熙，譙登伯父[2]，察孝廉，本郡大中正、沔陽令。
- 譙賢，譙登父。[3]
- 譙同，譙登叔父。

### 堂兄弟
- 譙秀，譙熙子，晉朝隱士，屢絕成漢的召命而隱居自足於山澤，桓溫滅成漢後試圖徵命。